# پنهوک (ویرجینیا)
پنهوک (به انگلیسی: Penhook) یک منطقهٔ مسکونی در ایالات متحده آمریکا است که در شهرستان فرانکلین، ویرجینیا واقع شده‌است. پنهوک ۳۲٫۸ کیلومتر مربع مساحت و ۸۰۱ نفر جمعیت دارد و ۳۰۳ متر بالاتر از سطح دریا واقع شده‌است.